# El Sabino, Metepec
El Sabino är en ort i Mexiko.   Den ligger i kommunen Metepec och delstaten Hidalgo, i den sydöstra delen av landet, 120 km nordost om huvudstaden Mexico City. El Sabino ligger 2 177 meter över havet och antalet invånare är 232.
Terrängen runt El Sabino är varierad. Runt El Sabino är det ganska glesbefolkat, med 50 invånare per kvadratkilometer. Närmaste större samhälle är San Bartolo Tutotepec, 19,7 km nordost om El Sabino. I omgivningarna runt El Sabino växer i huvudsak blandskog.